# Achal Prabhala

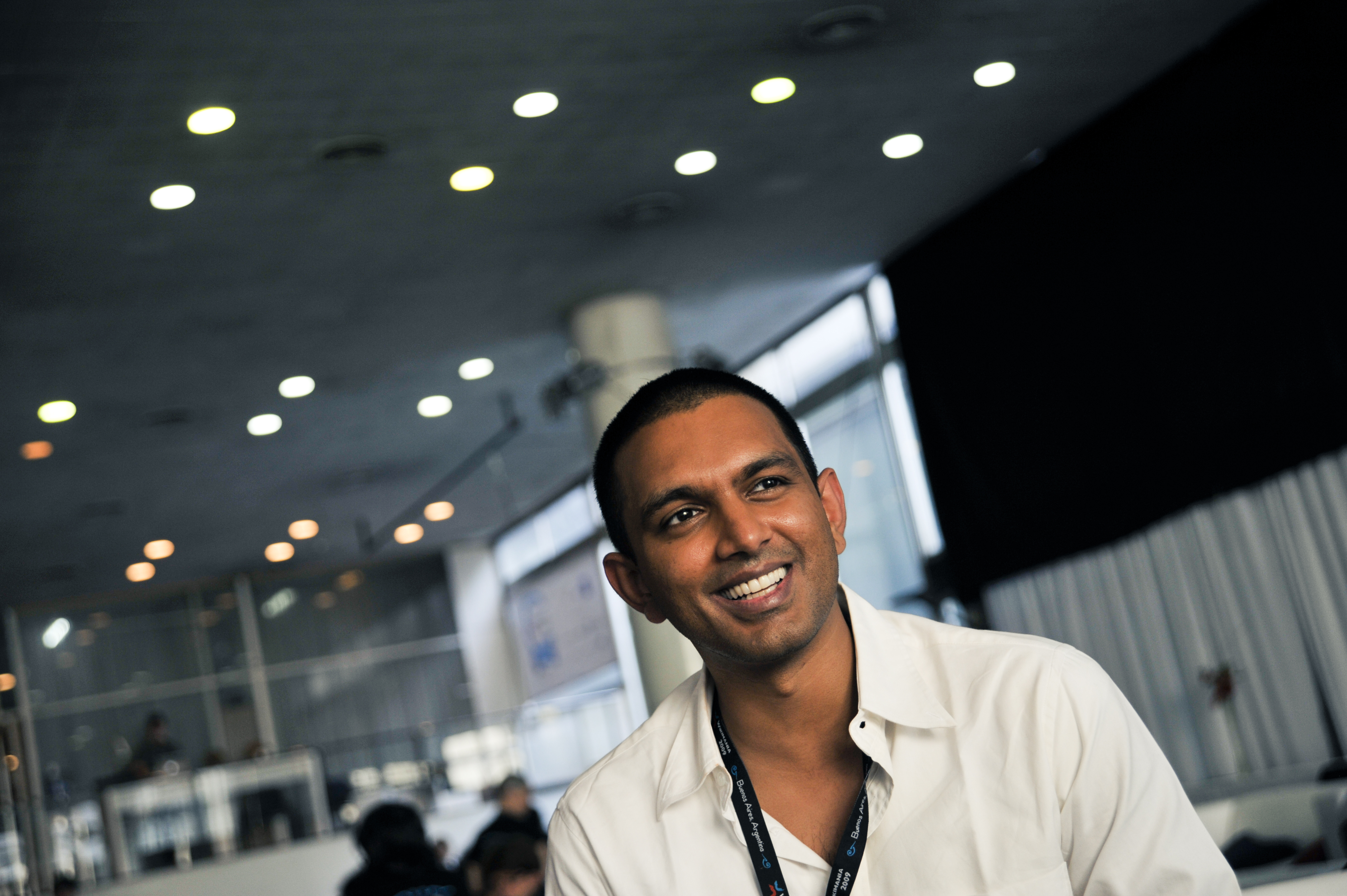
Achal Prabhala durante el Wikimania 2009

Achal Prabhala es un escritor, activista e investigador indio que vive actualmente en Bangalore, Karnataka. Es conocido sobre todo por su trabajo sobre los derechos de propiedad intelectual en los ámbitos de la medicina y del conocimiento. También es miembro del consejo de administración del Centro para Internet y la Sociedad (en inglés: Centre for Internet and Society) y del  Advisory board de la Fundación Wikimedia.

## Biografía

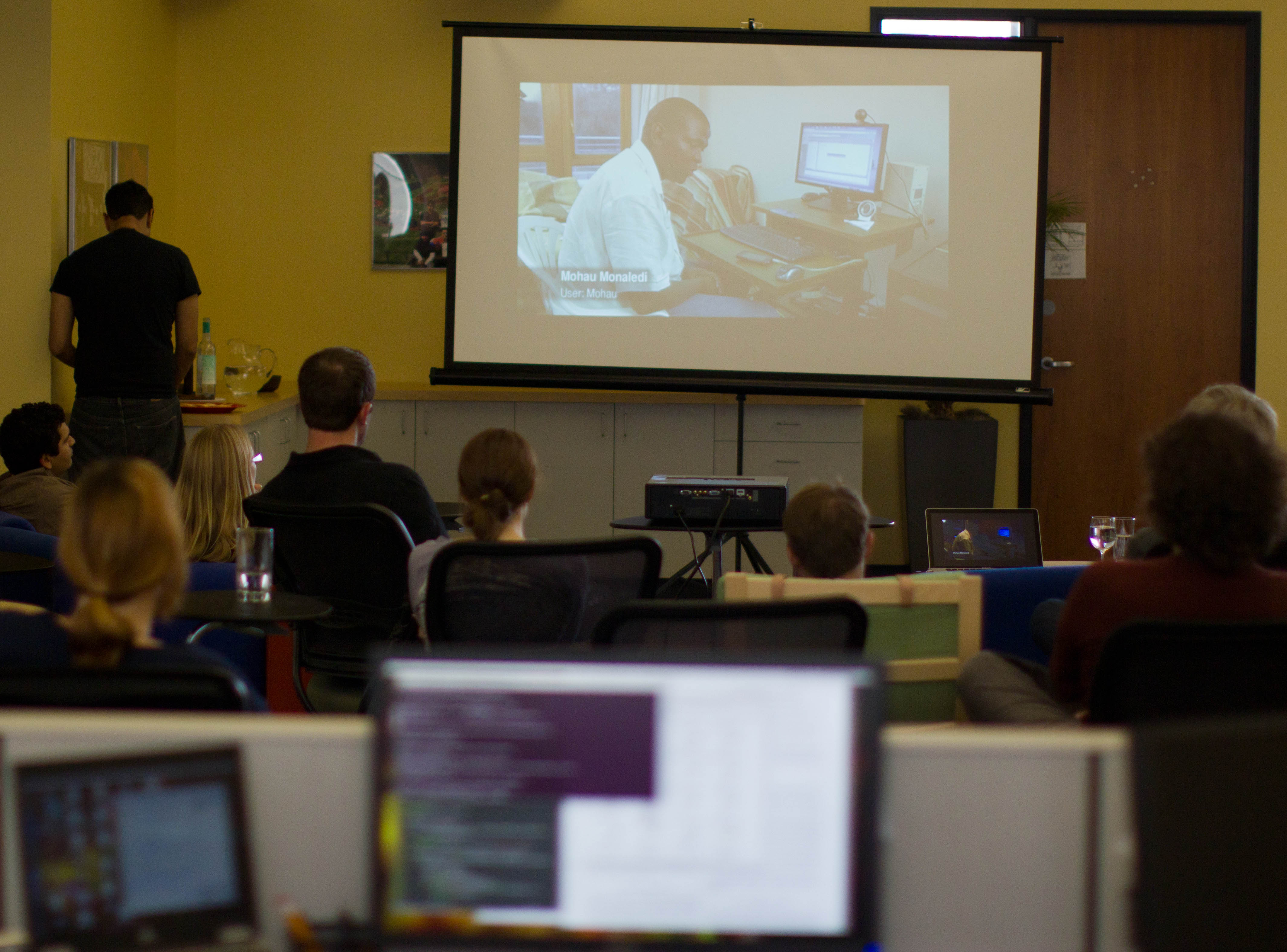
Proyección de la película de Achal Prabhala en la Fundación Wikimedia

### Achal Prabhala, escritor e investigador
Achal Prabhala es un escritor indio que reside actualmente en Bangalore. Entre sus diversas publicaciones, ha escrito un ensayo Yeoville confidential que fue publicado en Johannesburg: Elusive Metropolis, una obra colectiva famosa, entre diversos escritores y artistas conocidos de África del Sur o de otros países, como por ejemplo Achille Mbembe. También ha publicado diversos artículos en Outlook, una de las revistas más populares en la India. En 2010, fue coautor del libro Access to knowledge in Africa ("Acceso al conocimiento en África") con otros expertos de este tema
Además Achal Prabhala trabaja como investigador crítico de la propiedad intelectual en los ámbitos de la medicina y del conocimiento. Entre 2004 y 2006 coordenó una campaña cuyo objetivo era ofrecer el acceso a material educativo en África del Sur. También investiga la qüestión del IPR juntamente con el Foro de Lei Alternativa de la India.
En 2007, Prabhala y otros activistas divulgaron el informe del Comité Mashelkar que daba soporte a la industria internacional pharma. Afirmaron entonces que, para complacer aquella industria internacional, el comité había copiado literalmente una parte de un informe a cargo de Shamnad Basheer, quien había recibido financiamiento de un consorcio de firmas multinacionales. A consecuencia de esa divulgación y de la acusación de plagio, Raghunath Anant Mashelkar, el director general durante aquel período del Consejo de Investigación Científica y Industrial (CSIR), pidió al gobierno que se suprimiera este informe que había redactado un grupo que el mismo había dirigido

### La implicación de Prabhala dentro el movimiento wikipedista
Encima de sus actividades de escritor y de investigador, se conoce a Prabhala sobre todo por su papel dentro el Consejo de Administración de la Fundación Wikimedia desde 2005. Juntamente con Priya Sen y Zen Marie, Prabhala realizó recientemente la película People are Knowledge. Esta película, que fue financiada en gran medida gracias a una ayuda de 20.000 dólares de la Fundación Wikimedia, se llevó a cabo en el marco de un proyecto de recerca que investigaba unos métodos nuevos para citar en la Wikipedia.

## Obras
- Access to knowledge in Africa (2010) escrito con C. Armstrong, J. De Beer, D. Kawooya y T. Schonwetter.